# Serhiy Boukovsky
Pour les articles homonymes, voir Boukovsky.
Serhiy Boukovsky (ou Sergueï Boukovsky), né le 18 juillet 1960 est un réalisateur et acteur ukrainien de films documentaires soviétiques. Boukovsky est membre du bureau de l'Association ukrainienne des directeurs de la photographie et lauréat du prix national Taras-Chevtchenko. Il a reçu le titre honorifique d'Artiste Méritant de l'Ukraine en 1996 et le titre d'Artiste du Peuple de l'Ukraine en 2008.

## Biographie
Serhiy Boukovsky est né en Bachkirie en 1960, du réalisateur Anatoliy Boukovsky et de l'actrice Nina Antonova. Sa famille a ensuite déménagé à Kiev plus tard dans l'année.
De 1977 à 1982, Boukovsky a étudié la mise en scène à l'Université nationale Karpenko-Kary.
Pendant plus d'une décennie, Boukovsky a travaillé comme réalisateur au Studio Ukrainien du Film Documentaire. 
De 1995 à 1998, il a été le chef du département des projets documentaires chez Interviews Ukraine.
De 1998 à 2003, Boukovsky a enseigné à l'Université nationale Taras-Chevtchenko de Kiev, où il avait étudié, dispensant des cours de réalisation de documentaires. L'un de ses étudiants, Igor Strembitsky, a remporté[Quand ?] la Palme d'Or[Laquelle ?] au Festival de Cannes,.

## Filmographie
Boukovsky a réalisé une cinquantaine de films dans sa carrière. 
- 1987 : Demain est un jour saint
- 1988 : Et la nuit fut sombre...
- 1989 : Rêve
- 1989 : Roof
- 1992 : Dislocation
- 1992 : Dash Mark
- 1993 : Paysage. Portrait. Nature morte
- 1995 : A Berlin !
- 1996 : Dix ans d'aliénation
- 1999 : Le pont
- 2000 : Vilen Kalyuta. La vraie lumière
- 2001 : Terra Vermelha. Terre rouge
- 2003 : Guerre. Le compte ukrainien
- 2006 : Épelle ton nom[réf. nécessaire]
- 2007 : Tout le monde doit mourir
- 2008 : The Living
- 2011 : Ukraine. Point de référence[réf. nécessaire]
- 2016 : Le rôle principal

## Distinctions
De nombreux films de Boukovsky ont remporté de nombreux prix. Son documentaire sur la Seconde Guerre mondiale intitulé Guerre. Le compte ukrainien a remporté le prix national Taras-Chevtchenko d'Ukraine en 2004. Son film de 2009 sur l'Holodomor, intitulé The Living, a été présenté dans de nombreux festivals, dont le Festival des Droits de l'Homme à Stockholm (avril 2009), et a remporté des prix tels que le prix spécial du jury du Festival international du cinéma Art House à Batoumi en septembre 2009. Son documentaire sur l'holocauste Épelle ton nom, produit et présenté par Steven Spielberg en 2006, a également connu un succès modéré au niveau international.